# Аццо VII д’Эсте

Герб рода д’Эсте

Аццо VII д’Эсте, также известен как Аццо Новелло (итал. Azzo VII d’Este Novello; 1205 — 16 февраля 1264) — маркиз Феррары в 1215—1222 и 1240—1264 годах. Сын Аццо VI д’Эсте, умершего в 1212 году, и его третьей жены Аликс де Шатильон.

## Биография
В 1215 году наследовал старшему брату Альдобрандино, умершему в результате отравления.
В 1222 году был вынужден уступить Феррару Салингверра II Торелли. В качестве компенсации получил от императора Фридриха II Адрию и Ровиго. Перешёл в ряды противников императора и в 1225 году стал предводителем гвельфов Анконской марки.
В 1240 году восстановил свою власть в Ферраре и в 1242 году избран пожизненным подеста.
В 1249 году в битве при Фоссальте захватил в плен Энцо Сардинского — сына императора Фридриха II.
В 1253 году избран подеста Мантуи.
В 1259 году участвовал в битве в Кассано д’Адда, в которой его заклятый враг Эццелино III да Романо был ранен, взят в плен и вскоре умер.

## Семья и дети
В 1221 году Аццо женился на Джованне (ум. 1233), которая родила ему четверых детей. После её смерти он женился в 1238 году на Амабилии Паллавичини, дочери Гвидо Паллавичини. В этом браке детей не было.
Дети от Джованны:
- Ринальдо I (1221—1251), умер в апулийской тюрьме.
- Беатриче II, аббатиса монастыря Сан Антонио в Полезине
- Кубитоза
- Констанца.